# Cartílago articular
El cartílago es un tipo de cartílago hialino, aunque carece de pericondrio. Está formado por unas células que se llaman condrocitos. Las funciones de este cartílago son fundamentalmente: 
- Amortiguar la sobrecarga de las superficies en contacto (por su elasticidad).
- Permitir el desplazamiento de las superficies óseas durante el movimiento.

Para llevar a cabo estas dos funciones, el cartílago articular tiene una estructura característica: el cartílago articular es avascular (no tiene vasos sanguíneos ni linfáticos), se nutre por difusión pasiva desde el líquido sinovial y el hueso subcondral (este último mecanismo solo en cartílago joven), no tiene inervación (la percepción del dolor se realiza por las terminaciones nerviosas de la membrana sinovial, hueso subcondral, cápsula articular y músculo). 
El cartílago está compuesto por una red de fibras de colágeno tipo II y proteoglucanos producidos por los condrocitos. Las fibras de colágeno forman más del 50 % del peso seco y se encargan del mantenimiento de la integridad del tejido. Los proteoglucanos son muy viscosos e hidrófilos, lo que produce una gran resistencia a la compresión.
Es una delgada capa de tejido elástico y resistente que recubre  los extremos óseos e impide  su roce directo para evitar el desgaste.
Estudios han demostrado que la degradación de las fibras de colágeno tipo II en el cartílago articular está asociada con procesos degenerativos como la artrosis, y que la suplementación con colágeno hidrolizado puede estimular la síntesis de colágeno y proteoglucanos por los condrocitos, ayudando así al mantenimiento del tejido.Henrotin, Y., et al. (2012). “Collagen hydrolysate for the treatment of osteoarthritis and other joint disorders: a review of the literature.” Current Medical Research and Opinion, 28(11), 211-222.
- Datos: Q3704713